# 232e division d'infanterie (Allemagne)
La  232e division d'infanterie (en allemand : 232. Infanterie-Division ou 232. ID) est une des divisions d'infanterie de l'armée allemande (Wehrmacht) durant la Seconde Guerre mondiale.

## Historique
La 232. Infanterie-Division est formée le 26 juin 1944 sur le Truppenübungsplatz (terrain de manœuvre) de Wildflecken dans le Wehrkreis IX en tant qu'élément de la 27. Welle (27e vague de mobilisation), son état-major étant formé à partir de la Schatten-Division Wildflecken.
Malgré le fait que cette division soit organisée pour être utilisée en zone arrière, elle se retrouve sur le front italien à Gènes et au Sud-Ouest de Bologne en octobre 1944.
À partir de novembre 1944, elle a pour tâche de protéger les Apennins avec la 14. Armee au sein du LI. Armeekorps. Elle se trouve rapidement encerclée avec le Groupe d'armées Ligurie par les forces américaines et se rend en mai 1945 avec l'Heeresgruppe C dans le secteur d'Urago d'Oglio.

## Organisation

### Commandants
| Date                      | Grade           | Commandant                  |
| ------------------------- | --------------- | --------------------------- |
| 26 juin 1944 - ? mai 1945 | Generalleutnant | Eccard Freiherr von Gablenz |

### Officiers d'opérations (Generalstabsoffiziere (Ia))
| Date                              | Grade       | Commandant                  |
| --------------------------------- | ----------- | --------------------------- |
| 10 juillet 1944 - 25 octobre 1944 | Oberst i.G. | Heinz Herre (de)            |
| 25 octobre 1944 - 1945            | Major i.G.  | Friedrich-Wilhelm Kohlmeier |

## Théâtres d'opérations
- Allemagne : juin 1944 - juillet 1944
- Italie : juillet 1944 - mai 1945

## Ordres de bataille
- Grenadier-Regiment 1043
- Grenadier-Regiment 1044
- Grenadier-Regiment 1045
- Divisions-Füsilier-Bataillon 232
- Artillerie-Regiment 232
  - I. Abteilung
  - II. Abteilung
  - III. Abteilung
- Pionier-Bataillon 232
- Panzerjäger-Abteilung 232
- Feldersatz-Bataillon 232
- Infanterie-Divisions-Nachrichten-Abteilung 232
- Kommandeur der Infanterie-Divisions-Nachschubtruppen 232